# (484) Pittsburghia
(484) Pittsburghia est un astéroïde de la ceinture principale découvert par Max Wolf le 29 avril 1902.